# Szaada
Szaada (arab: صَعْدَة) város Jemen északnyugati részén, az azonos nevű kormányzóság fővárosa és legnagyobb városa, valamint az azonos nevű megye megyeszékhelye. A város Szerat (Szarawat) hegyeiben található, körülbelül 1800 méteres magasságban. 2004-ben Jemen tizedik legnagyobb városa volt.
Szaada Jemen egyik legkorábbi városa és nagy jelentőséggel bír a nemzet történelmi, építészeti, városi és spirituális értékei szempontjából. A jemeni iszlám síita szekta szülőhelye, a zajditák fellegvára.
A hútik székhelye és a húti mozgalom szülőhelye is. A 2004-es húti lázadás itt kezdődött.

## Népesség

### Népességének változása
| 2004 | 51 870 |
| 2013 | 70 203 |

## Közlekedés
A város északnyugati részén található egy repülőtér (IATA kód: SYE; ICAO kód: OYSH), amelynek körülbelül 3000 méter hosszú kifutópályája van, de nincsenek menetrend szerinti utasjáratok. A repülőtér Jemen egyik fő belföldi útvonalakat üzemeltető repülőtere.

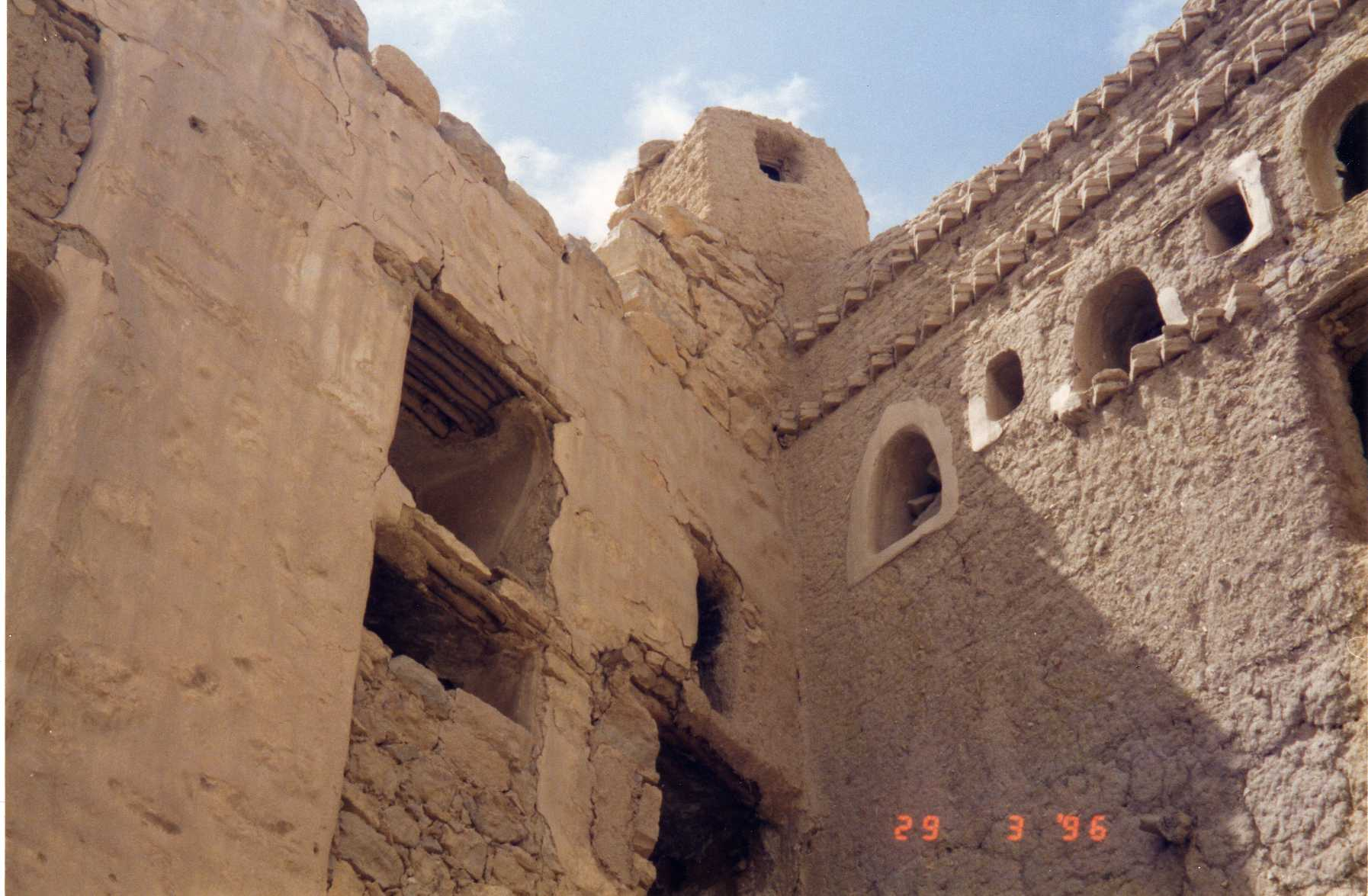
A város egyik ősi épülete

A városból egy út vezet a fővárosba, Szanaába, Amrán kormányzóságon keresztül. Az észak-jemeni polgárháború során a monarchista fegyveres erők többször blokkolták ezt az utat. Nemzetközileg, Szaúd-Arábiába is vannak a határon átnyúló utak.